# Antar Mahal
Pour les articles homonymes, voir Mahal (homonymie).
Pour plus de détails, voir Fiche technique et Distribution.
Antar Mahal ou Antarmahal est un film indien réalisé par Rituparno Ghosh, sorti en 2005. 
Avec Jackie Shroff, Rupa Ganguly et Soha Ali Khan dans les rôles principaux, le film relate l'histoire d'un riche propriétaire terrien qui s'efforce de supplanter ses voisins et d'engendrer un héritier.

## Synopsis
Au Bengale au XIXe siècle. Bhubaneshwar Chaudhary est un zamindar (propriétaire terrien) riche et autoritaire. Désireux d'occuper la première place, tant aux yeux de ses voisins que du colon britannique, il veut faire réaliser une sculpture de la déesse Durga ayant les traits de la reine Victoria. Aucun bengali n'acceptant cette commande, il engage un sculpteur bihari, Brij Bhushan. D'autre part, il souhaite désespérément avoir un héritier et, rendant son épouse responsable de cet échec, il se marie avec une jeune femme, Jashomati, qu'il harcèle sexuellement sans plus de résultat. Cette dernière, traumatisée par les assauts répétés de son mari et par la compétition qui s'installe entre les deux épouses, s'attache de plus en plus à Brij Bhushan.

## Fiche technique
- Titre : Antar Mahal
- Titre original en bengali : অন্তরমহল
- Réalisation : Rituparno Ghosh
- Scénario : Rituparno Ghosh
- Photographie : Aveek Mukhopadhyay
- Montage : Arghakamal Mitra
- Musique : Debajyoti Mishra
- Direction artistique : Indranil Ghosh
- Producteurs : Jaya Bhaduri et Vashu Bhagnani
- Société de production : Amitabh Bachchan Corporation Limited (A.B.C.L.)
- Pays d'origine :  Inde
- Langue : Bengali, Hindi, Anglais
- Format : Couleur
- Genre : Film dramatique
- Durée : 118 minutes (1 h 58)
- Dates de sortie :
- Inde : 28 octobre 2005

## Distribution
- Jackie Shroff : Zamindar Bhubaneshwar Chaudhary
- Rupa Ganguly : Mahamaya, première épouse de Bhubaneshwar Chaudhary
- Soha Ali Khan : Jashomati, jeune épouse de Bhubaneshwar Chaudhary
- Abhishek Bachchan : Brij Bhushan, sculpteur
- Raima Sen : Rukmini, participation exceptionnelle
- Mrinal Mukherjee
- Deb Mukherjee